# Elezioni comunali in Emilia-Romagna del 2000
Il 16 aprile 2000 (con ballottaggio il 30 aprile) in Emilia-Romagna si tennero le elezioni per il rinnovo di numerosi consigli comunali.

## Ravenna

### Faenza
| Candidati e Liste                         | Voti   | %       | Seggi |
| ----------------------------------------- | ------ | ------- | ----- |
| Claudio Casadio                           | 21.364 | 59,31   | -     |
| Centro Sinistra per Faenza                | 14.772 | 47,46   | 15    |
| Rifondazione Comunista                    | 3.275  | 10,52   | 3     |
| Umberto Montefiori                        | 11.838 | 32,86   | 1     |
| Forza Italia-Centro Cristiano Democratico | 5.485  | 17,62   | 6     |
| La Tua Faenza                             | 2.514  | 8,08    | 2     |
| Alleanza Nazionale-Patto per Faenza       | 2.513  | 8,07    | 2     |
| Mauro Monti                               | 1.201  | 3,33    | 1     |
| Lega Nord                                 | 1.104  | 3,55    | -     |
| Mirco Santarelli                          | 717    | 1,99    | -     |
| Forza Nuova                               | 609    | 1,96    | -     |
| Rodolfo Facchini                          | 615    | 1,71    | -     |
| Comunisti Italiani                        | 585    | 1,88    | -     |
| Antonio Drei                              | 288    | 0,80    | -     |
| Lista Pellirosse                          | 270    | 0,87    | -     |
| Totale alle liste                         | 31.127 | 100,00  | 28    |
| TOTALE                                    | 36.023 | 100,00' | 30    |